# Чемодановы
Чемода́новы — древний дворянский род.
При подаче документов (1686) для внесения рода в Бархатную книгу, была предоставлена родословная роспись Чемодановых, царские жалованные грамоты: Ивану Чемоданову на его вотчину (1610), Семёну Ивановичу Чемоданову на деревни Ельня Малая и Столбище в Березовском стане Нижегородского уезда и деревни Александрово с пустошами и село Исаково (Патрикеево) с деревнями в Костромском уезде (1611), которые по грамоте царя Михаила Фёдоровича жалованы в вотчину (1613), а также пожалования в вотчину стряпчему Осипу Ивановичу Чемоданову деревни Гридино Большое, Емупино (Бураледники) и Евково (Ивково) в Спасской волости Галичского уезда (1622).
Род записан в VI часть родословной книги Костромской губернии. Есть ещё несколько родов Чемодановых, более позднего происхождения

## Происхождение и история рода
Род происходит от «выезжего» из Польши к великому князю Василию Васильевичу (1425—1462) «мужа честна», именем Воропана, которого великий князь наградил «многими поместьями и вотчинами».
Старший сын его, Иван Большой по прозванию Чемодан был родоначальником рода Чемодановых; сыновья и внуки его служили в стольниках, стряпчих, воеводах и в иных чинах.
Однородцами Чемодановых являются Воропановы.

## Описание герба
Щитъ разделенъ на четыре части, изъ коихъ въ первой въ золотомъ поле изображена Рука изъ облакъ выходящая въ Латахъ с подъятымъ въ верьхъ Мечемъ, и надъ онымъ означена голубая Звезда осмиугольная. Во второй части въ голубомъ поле Радуга. Въ третьей части в красномъ поле находится Воинъ въ серебряныхъ Латахъ держещий въ рукахъ Булаву, сражающийся съ Единорогомъ и между ими золотой Крестъ. Въ четвёртой части въ серебряном поле видна часть Ковчега, на которомъ сидитъ голубь имеющий въ носу зелёную Ветвь. Щитъ увенчанъ обыкновеннымъ Дворянскимъ Шлемомъ съ Дворянскою на немъ Короною и тремя Строусовыми перьями. Намет на щите красный подложенный сербромъ. Щитъ держатъ два Воина.
Къ Великому Князю Василию Васильевичу изъ Польши выехал мужъ честенъ имянемъ Воропанъ, котораго за выездъ Великий Князъ пожаловалъ многими вотчинами. У сего Воропана былъ сынъ Иванъ Чемодановъ, коего потомки Чемодановы Российскому Престолу служили Наместниками, Стольниками, Воеводами и въ иныхъ чинахъ, и жалованы были отъ Государей поместьями. Все сие доказывается справкою розряднаго Архива и родословною Чемодановых.
— Общий Гербовник, часть III, стр.30

## Известные представители
- Чемоданов Иван Иванович — воевода в Перми (1610—1612), стряпчий с ключом (1627), московский дворянин (1629).
- Чемоданов Фёдор Иванович — воевода в Саратове (1623—1625), в Вязьме (1632—1634).
- Чемоданов Семён Иванович — воевода в Вятке (1625).
- Чемодановы: Семён, Фёдор, Фёдор Ивановичи — московские дворяне (1627).
- Чемоданов Иван — воевода в Вязьме (1627—1628).
- Чемоданов Иван Иванович — стольник, воевода в Усерде (1645—1647), в Путивле (1650—1651).
- Чемоданов Богдан Иванович — стольник царицы Натальи Кирилловны (1676), стольник (1680—1692).
- Чемоданов Фёдор Иванович — стряпчий (1672), стольник (1676), думный дворянин (1690), воевода в Пензе (1693—1696)[5][6].